# Cronologia de la gnomònica
Cronologia d'alguns esdeveniments importants dins la Gnomònica.
- 1300 aC el cenotafi de Seti I a Abidos es descriu l'ús d'un rellotge de sol[3]
- 1200 aC a la Xina l'astrònom Tscheu-Kong descriu un ortoestil
- Dir. 520 aC Anaxímenes de Milet (585-528 aC) és el primer a analitzar el còmput geomètric de les ombres per mesurar les parts i divisions del dia.[4]
- Dir. 450 aC Heròdot (484-426 aC), que fa una petita referència en la seva Història II.109.3 als coneixements Grecs del temps, dient que: van adquirir la divisió del dia en dotze parts dels Babilonis.[5][6][7]
- 293 aC El primer rellotge de sol de la cultura romana dissenyat i instal·lat a Roma per Luci Papiri Cursor, en el temple dedicat a Quirí.[8]
- 263 aC a una plaça de Roma, Mani Valeri Màxim Corví Messal·la col·loca un rellotge de Sol, aconseguit en Catània com a botí de guerra durant la Primera Guerra Púnica.[9]
- 50 aC Andrònic de Cirro construeix a la ciutat d'Atenes la famosa Torre dels Vents, es tracta d'una columna amb forma Octàgon, cada cara té un rellotge de sol orientat a cadascuna de les direccions dels vents.
- 9 aC Facundus Novus col·loca en Camp de Mart a Roma un obelisc amb forma de solàrium.
- 1293 Ya'aqob ben Mahir ibn Tibbōn (1236-1312), anomenat també Profatius Judeus, descriu el  Cuadrans Novus .
- 1400 l'astrònom John Slape dissenya un rellotge solar portàtil universal denominat la  Navicela Italiana  o  Navicula de Venetiis .
- 1450 L'astrònom austríac Georg von Peuerbach construeix el  quadratum Geometricum .
- 1502 Johann Stabius dissenya i construeix el primer rellotge solar stilo-axial i l'ubica a l'església de St Lorenz a la ciutat alemanya de Nuremberg
- 1725 el rellotger francès Antoine Thiout a Vesoul dissenya un rellotge mecànic que proporciona l'hora solar mitjançant la correcció de l'equació del temps
- 1709 Es publica una de les millors obres de gnomònica espanyola.
- 1750 Els enginyers M. Weltin i J.G. Wernle construeixen un rellotge solar equatorial capaç de marcar els minuts
- 1848 Charles Wheatstone (1802 - 1875) que patenta el rellotge solar fonamentat en llum polaritzada
- 1867 L'inventor Lloyd Miffin patenta als Estats Units un rellotge amb gnòmon en forma d'analema
- 1922 L'alemany Hugo Michnik descriu per primera vegada un rellotge solar bifilar.[10]